# Томаш Маковський (історик)
Томаш Артур Маковский (пол. Tomasz Artur Makowski. Tomasz Artur Makowski [ˈtɔmaʃ ˈartur maˈkɔfsci]; нар. 1970) — польський бібліотекар та історик, директор Національної бібліотеки Польщі, голова Національної Бібліотечної Ради Польщі, а також Комітету дигіталізації при Міністерстві культури та національної спадщини.

## Біографія
Маковський працює в Національній бібліотеці з 1994 року. Перш ніж 2007 року він став генеральним директором, перебував на посадах заступника генерального директора з досліджень, а також керівника спеціальних колекцій.
Член багатьох організацій та інституцій в Польщі та за кордоном, зокрема Європейської бібліотеки, Народного комітету Пам'ять світу ЮНЕСКО, Архівної ради при генеральному директорові Державного архіву, Ради програми Інституту книги, Ради Інституту Фредеріка Шопена, Редакційного комітету журналу «Polish Libraries Today», ради Національного музею в Кракові, ради музею Літератури і ради музею Парку Лазенки. 2005 року був куратором першої монографічної виставки про Бібліотеку Замойських. Ад'юнкт в Університеті кардинала Стефана Вишинського у Варшаві.
Автор трьох книг (1996, 1998, 2005) і низки статей, спеціалізується на дослідженні історії бібліотек та давніх рукописів.